# Face (catch)
Pour les articles homonymes, voir Face et Babyface.
 (octobre 2008).
Si vous disposez d'ouvrages ou d'articles de référence ou si vous connaissez des sites web de qualité traitant du thème abordé ici, merci de compléter l'article en donnant les références utiles à sa vérifiabilité et en les liant à la section « Notes et références ».
Le terme face ou babyface (beau en français) au catch désigne le « gentil », un lutteur qu'on destine à être apprécié par la foule et à en recevoir l'approbation. C'est l'opposé du heel, le « méchant ». L'objectif in fine de la chose est double : 
1. concentrer l'acclamation, la réaction du public face à l'action en cours, sur un des deux lutteurs — en l'occurrence le face —  afin de l'amplifier ;
2. offrir un exutoire au public présent en lui permettant, au travers des personnages et de la scénarisation de l'enjeu en cours, d'évacuer sa frustration du quotidien.

Les termes et anglicismes mentionnés en italique sur cette page désignent soit des évènements de catch passés, soit des termes du champ lexical du monde du catch.

## Caractéristiques
Un face, typiquement : 
- suit les règles traditionnelles du sport avec bon esprit ;
- respecte l'adversaire et l'autorité arbitrale, mais aussi le public et la direction de la structure qui l'emploie ;
- évite les coups et le brawl agressif, auxquels il préfère la technique pure ou la voltige. Dans le cas ou les deux lutteurs ont le même style de combat, le face restera plus traditionnel et plus pur dans son style de combat, tandis que le heel infusera volontairement davantage de brawl, d'impact, de violence, d’agression dans son style de catch;
- accélère le combat et lui donne du rythme, là ou le heel le ralentira et lui donnera de l'impact ;
- s'abstiendra d'attaquer les accompagnateurs du heel, et ira même jusqu'à les protéger de celui-ci le cas échéant.
- est loyal envers ses alliés et ses partenaires, réservant toute trahison à un éventuel heel turn ;
- initie les gestes de respect entre les lutteurs, y compris les heel ;
- recherche l'approbation du public, et à cet effet initie souvent le contact amical avec eux (notamment le jeune public).

## Types deface
Voici une liste des types de face qui reviennent souvent dans le monde du catch.

### Héros

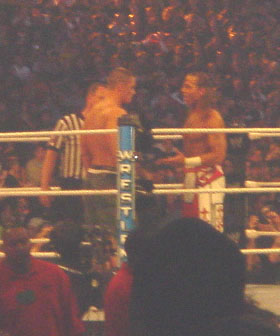
John Cena et Shawn Michaels sont deux exemples de face de type héros.

Il est courageux, loyal, respecte les règles et les autres (à part ses ennemis). Toujours prêt à défendre les faibles, il a du succès auprès des femmes, peut être drôle et sait se sortir de toutes les situations, même s'il se comporte parfois de façon arrogante. C'est en général le face qui marche le mieux auprès du public, et à qui on fait gagner un championnat, mais c'est aussi le personnage le plus dur à obtenir car un face de ce type nécessite beaucoup de charisme. John Cena, Shawn Michaels, The Rock et Johnny Gargano sont des exemples types de héros..

### Patriote
Un autre type de face le patriote brandit fièrement le drapeau local et récolte facilement les acclamations de la foule même s'il n'a pas plus de talent que de personnalité. Mais ce gimmick fait toujours recette dans un pays au patriotisme développé, par exemple les États-Unis. Le gimmick a ses limites, mais ne se démode pas. Le gimmick de patriote, cependant, apparaît souvent dans les structures locales, pour lesquelles il permet de rapidement concentrer l'acclamation du public (cheap pop), sans se soucier de la consistence du booking entre deux exhibitions. Les Big Leagues, quant à elles, priorisent le cheap pop du patriote lors de leurs house shows à l'international.

Dans les années 80, Hulk Hogan, Jim Duggan et le Sergent Slaughter (au cours de sa période face) sont des exemples de lutteurs montrant régulièrement cet esprit patriote sur les rings, nonobstant leurs gimmicks de premier plan.

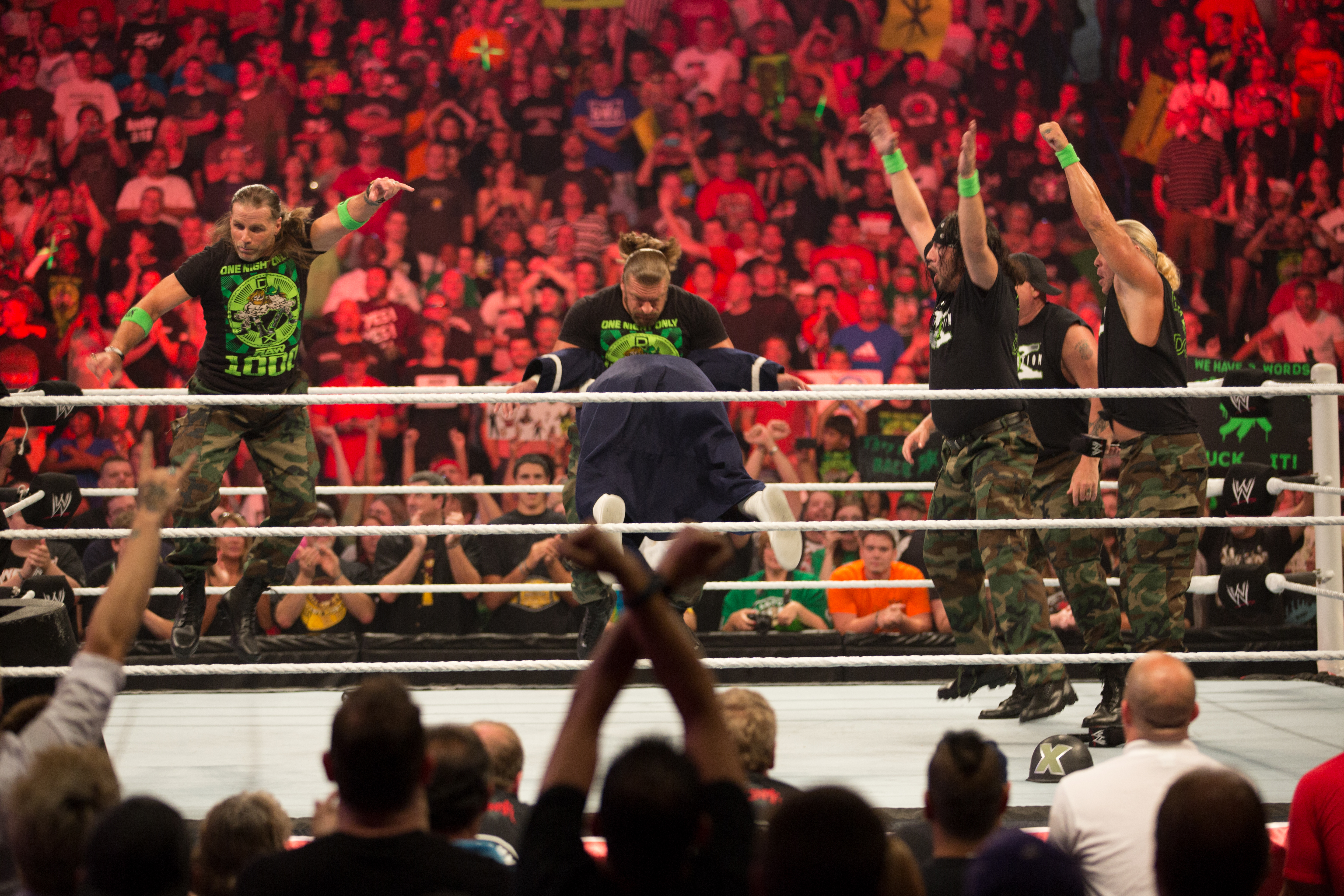
D-Generation X (abr. DX), exemple notoire d'une équipe de faces rebelles.

### Rebelle
Ce sont des personnages qui se comportent mal, mais pour le plus grand plaisir de la foule. Le face rebelle peut par exemple humilier un heel. Il peut également tricher contre un heel. En général, ce genre de face est mis en rivalité avec une figure de l'autorité. D-Generation X, Stone Cold Steve Austin et plus récemment Braun Strowman sont des exemples de rebelles jouissant d'un succès certain auprès des spectateurs.

### Indestructible
Ces faces sont imbattables, jouissent d'une force incroyable, sont capables de démolir n'importe quel adversaire pour le plus grand plaisir des spectateurs. Le problème de ce gimmick est sa durée : un lutteur qui apparait régulièrement et remporte tous ses matches finit par lasser rapidement les spectateurs, ce qui induit un risque de contre-coup vis-à-vis de la promotion qui l'emploie. Batista et Goldberg sont de parfaites illustrations. Exception notable : l'Undertaker lors des évènements WrestleMania : invincible depuis WrestleMania VII (1990), le fossoyeur ne subira sa première défaite qu'à WrestleMania XXX, soit 24 ans plus tard. 

### Original
Il fait rire le public grâce à ses facéties, irrite ses adversaires Heel et se fait beaucoup de fans. Tous les délires sont possibles avec ce type de gimmick. Doink à l'époque (en tant que face) et R-Truth plus récemment, sont deux exemples très distincts d'originaux. 

### Monstrueux
Il fait peur aux catcheurs et au public. À partir de ce gimmick, tout est possible, mais la réussite d'un face monstrueux est bien plus difficile : Kane et Boogeyman dans les années 1990 et 2000  

### Psychopathe
Il est complètement déjanté et va plus loin "hors des rails" que les autres, ce qui le rend populaire auprès du public. Dean Ambrose en est un exemple. 

### Sans-peur(Daredevil)
Il ne recule jamais face au danger et n'a pas peur de mettre sa vie en jeu. Le « Sans peur » est extrêmement charismatique, il a le sens du spectacle et réalise des manœuvres souvent très spectaculaires et risquées, ce qui le rend très populaire auprès du public, notamment jeune et masculin. La plupart du temps, ce gimmick est adopté par les adeptes de la haute voltige ou par les spécialistes du hardcore, par exemple Jeff Hardy et Rey Mysterio à la WWE.

## Face Turn
Un Face Turn désigne le fait qu'un(e) catcheur(se) censé(e) être un(e) « méchant(e) » (Heel) change de personnalité (Turn) pour devenir un(e) « gentil(le) » (Face). Cela se passe souvent par un acte de revanche contre les agressions d'un(e) autre Heel. Soumis à une nécessité créative (booking) ou scénaristique (storyline), un turn permet de revitaliser un lutteur, une storyline ou une rivalité en perte de vitesse prématurée, ou encore — pour les grosses structures organisant des évènements — de créer la surprise lors de ceux-ci, incitant ainsi les spectateurs n'ayant pas assisté à (et donc payé) l'évènement à revenir sur celui-ci pour comprendre ce qui s'y est passé.

## Heel Turn
Un Heel Turn désigne le fait qu'un(e) catcheur(se) censé(e) être un(e) « gentil(le) » (Face) change de personnalité (Turn) pour devenir un(e) « méchant(e) » (Heel). Les usages créatifs ou scénaristiques des Heel turns sont identiques à ceux des Face turns.